# PTS-DOS
PTS-DOS（ピー・ティー・エス・ドス）は、MS-DOSとのバイナリ互換性があるMS-DOS風のオペレーティングシステムである。
ロシア語版の他、ドイツ語や英語の試用版もフリーウェアとして提供されており、いくつかのサイトで容易にダウンロード・入手できる。
ロシア連邦軍が制式に採用しているオペレーティングシステムの1つでもある。